# Schule von Recife
Die Escola do Recife („Schule von Recife“), auch Geração de 1871 genannt, war eine von Positivismus, Naturalismus und Evolutionismus beeinflusste brasilianische Strömung/Bewegung. Sie entstand um 1870 in der Rechtswissenschaftlichen Fakultät der Universidade Federal de Pernambuco; ihr „führender Kopf“ war der Jurist Tobias Barreto. Zivilrechtlicher Vertreter der Schule war Clóvis Beviláqua.
Die Escola do Recife „übte einen entscheidenden Einfluss auf Sylvio Romero und sein Interesse für die neuen Methoden und theoretischen Denkmuster der »neuen europäischen Wissenschaft« aus.“
Weitere bedeutende „Anhänger“ der Bewegung waren Artur Orlando, Capistrano de Abreu, Graça Aranha, Izidoro Martins Júnior, Faelante da Câmara, Urbano Santos da Costa Araújo, Abelardo Lobo, Vitoriano Palhares, José Higino Duarte Pereira, Araripe Júnior, Gumercindo Bessa und João Carneiro de Sousa Bandeira.